# Lauinger Mühlenriede
Die Lauinger Mühlenriede, auch die Glüsig genannt, ist ein über vier Kilometer langer Bach im niedersächsischen Landkreis Helmstedt auf dem Gebiet der Stadt Königslutter. Seine Zuflüsse haben ihren Ursprung am Nordhang des Elm und vereinen sich südlich von Lauingen. Der Bach verläuft überwiegend nach Norden, begrenzt das Naturschutzgebiet Rieseberger Moor und mündet bei Ochsendorf von links in die Schunter.

## Name
Die Bezeichnung in den amtlichen Karten der Niedersächsischen Landesvermessung ist einheitlich Lauinger Mühlenriede. In den Berichten des für die Gewässeraufsicht zuständigen Niedersächsischen Landesbetriebs für Wasserwirtschaft lautet die Bezeichnung durchweg Glüsig (Lauinger Mühlenriede). Das Flurstück in Ochsendorf bei der Mündung der Glüsig in die Schunter heißt in den amtlichen Karten Zur Glüsig.

## Geographie
Die Quellbäche der Glüsig entspringen südöstlich von Bornum am Elmrand und fallen im Sommer häufig trocken. In der Karte des niedersächsischen Gewässernetzes entspringt die Lauinger Mühlenriede bei einem Erdfall am Nordrand des Elms (Geokoordinaten) in etwa 135 m Höhe. Ein Zufluss ist der in der Kreuzquelle (Geokoordinaten) entspringende Bach, der teilweise unterirdisch durchs Hohetal verläuft (GKZ 48285142). Als Quellpunkt der Mühlenriede werden in der Infobox die Koordinaten des Zusammenflusses an der Bahnstrecke Braunschweig–Magdeburg und der Beginn des Wasserkörpers angegeben, für den die Längenangabe dokumentiert ist. Von hier aus sind es lediglich etwa 300 Meter bis zur Straße Brückentor im Siedlungsgebiet von Lauingen.
In dem Ort ist der Bach fast in seinem gesamten Verlauf von Werksteinen eingefasst und reguliert. Entlang der Straße Brückentor wurden ausgemusterte Grabsteine zur Befestigung der Seitenwände genutzt, die noch heute sichtbar sind. Er fließt ausschließlich neben der Fahrbahn und wird im Bereich des Stobenbrinks und der Sandstraße von der Mauer des Gutsgeländes begrenzt. Die Sandstraße unterquert er an der Einmündung zur Kornstraße rechtwinklig und verläuft neben dieser weiter, die als Kreisstraße 4 ausgewiesen ist.
Am Ortsende trifft von links ein Feldbach hinzu und die Lauinger Mühlenriede wendet sich vor dem Rieseberg und hinter dem Heiligen Berg nach Nordosten zum Naturschutzgebiet Rieseberger Moor. Dieses begrenzt sie nach Westen entlang einem Waldstück, in dem das Käthe-Kollwitz-Heim gelegen ist, ein Seitenarm führt in das Naturschutzgebiet. Nach einem leichten Schwenk nimmt sie bei der Puritzmühle die Entwässerung des Rieseberger Moors auf und speist etliche Fischteiche.
Von hier aus strebt sie geradenwegs nach Norden, passiert das ehemalige Gasthaus „Zur Glüsig“ und erreicht bei Ochsendorf die Schunter.

## Gewässerqualität
Für die Umsetzung der EG-Wasserrahmenrichtlinie ist das Landesamt NLWKN zuständig, das die Lauinger Mühlenriede als Wasserkörper mit der Nummer 15052 führt. Der Bach wird bezüglich des Fließgewässertyps als „Löss-lehmgeprägter Tieflandbach“ (Typ 18) klassifiziert.
Die chemische Beschaffenheit und der Saprobie-Index werden mit „gut“ bewertet.
Der ökologische Gesamtzustand wird wegen einiger Strukturdefizite als „mäßig“ bezeichnet. Die Gewässerstrukturgüte ist nicht im Einzelnen bewertet worden, es erfolgen aber Hinweise auf das Trockenfallen im Oberlauf, die teilweise defizitäre Bachbettgestalttung und die abschnittsweise fehlenden Ufergehölze. Das Datenblatt verweist aber ebenso wie der Gewässergütebericht von 2002 auf die im Bereich der Puritzmühle aufgefundenen Bachneunaugen.

## Geschichtliches
Im Bereich der Straße Stobenbrink in Lauingen befand sich früher eine Pferdeschwemme, die vor Ort auch als Pferdespüle bezeichnet wurde und heute nicht mehr sichtbar ist. In der Nachkriegszeit wurde der Verlauf des Baches im Ortskern verlegt. Seitdem hat er seinen heutigen Lauf entlang der Sandstraße.
In der Vergangenheit war Lauingen mehrfach davon betroffen, dass die Mühlenriede im Rahmen von Hochwasserereignissen über ihre Ufer trat. Der Ortskern im Bereich Stobenbrink war insbesondere Ende der 1990er Jahre und Anfang der 2000er Jahre stark betroffen. Deshalb wurde in den frühen 2000er Jahren an der Kornstraße Ecke Brückentor ein Überlaufbauwerk errichtet, das zur Entlastung der Mühlenriede im Ortskern beiträgt. Ein Rohr führt das überschüssige Wasser unterhalb der Kornstraße nordwärts und mündet hinter dem Kreuzungsbereich von Korn- und Sandstraße wieder in den Bachlauf.

## Bilder

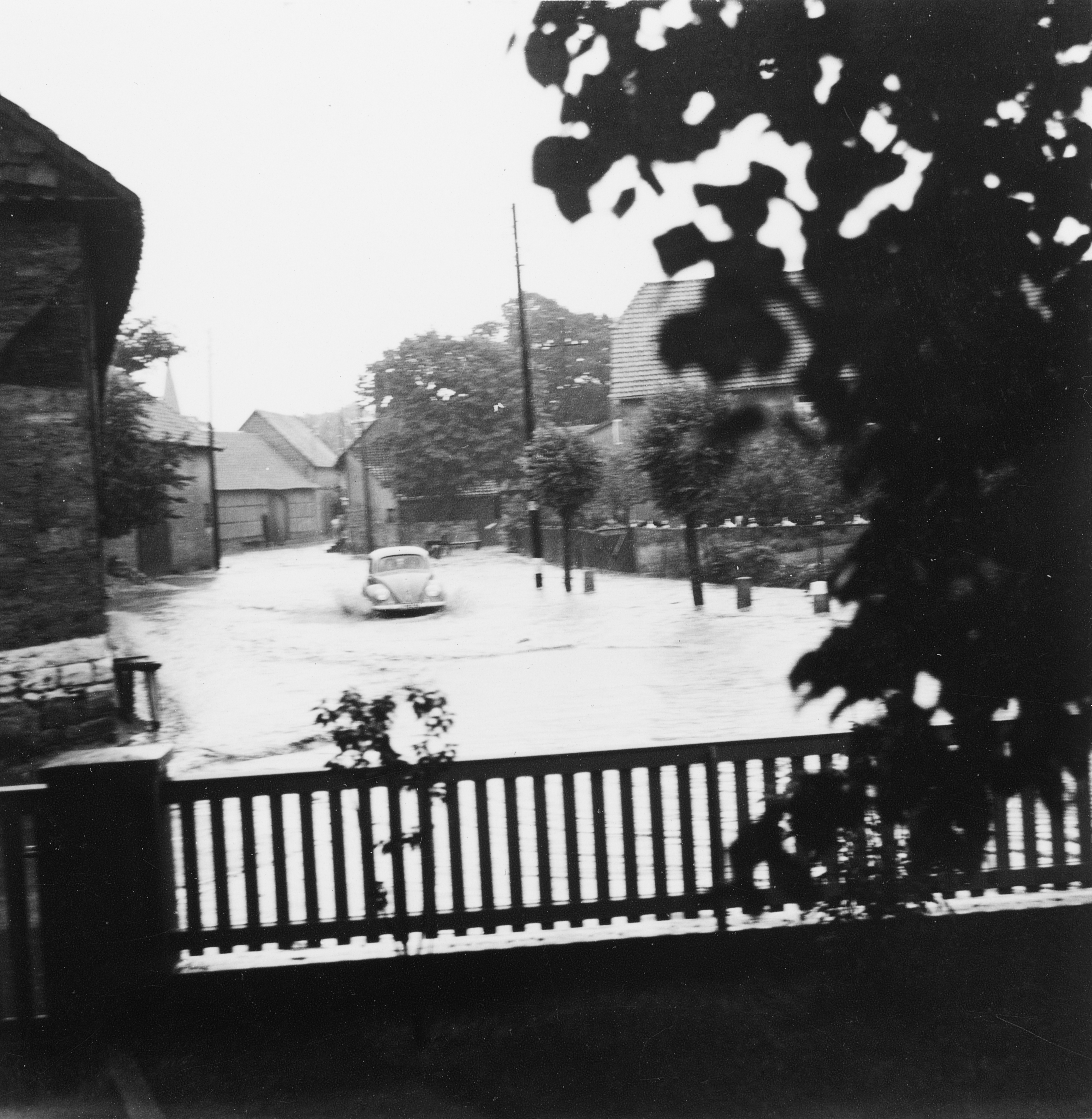
Die Lauinger Mühlenriede hat die Kornstraße überflutet.
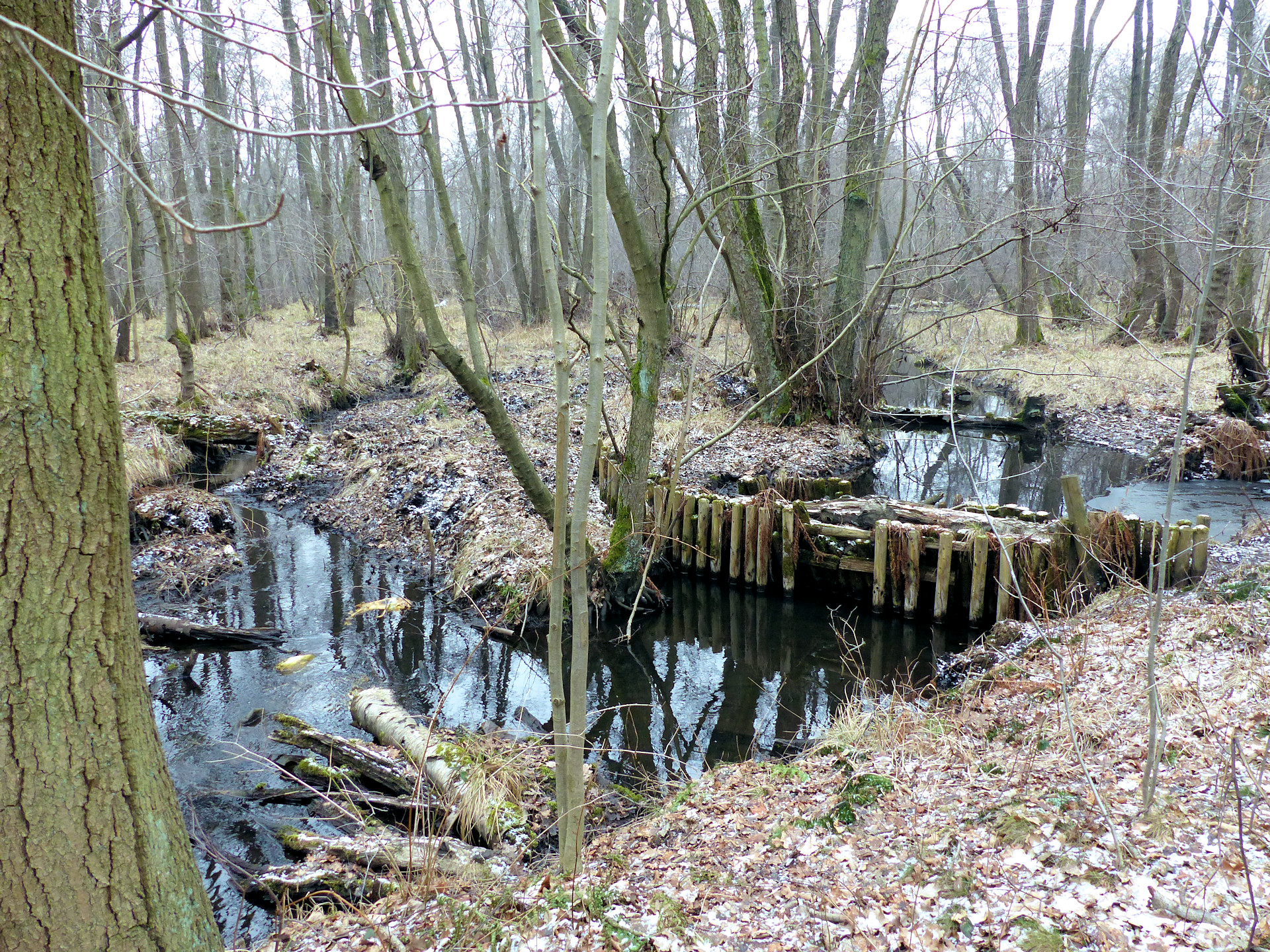
Zusammenfluss von Entwässerungsgräben im Rieseberger Moor Richtung Lauinger Mühlenriede
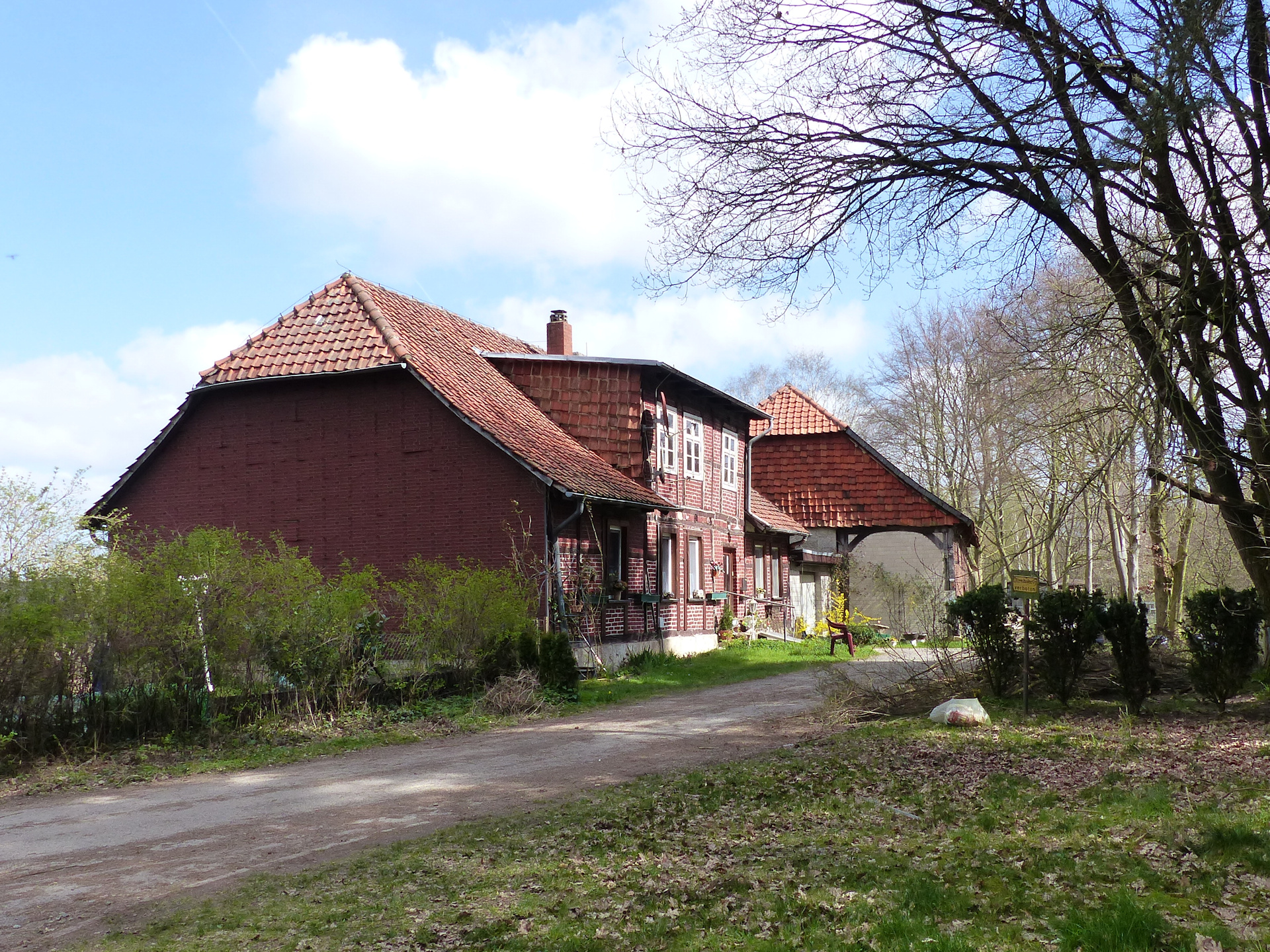
Die Puritzmühle im Rieseberger Moor
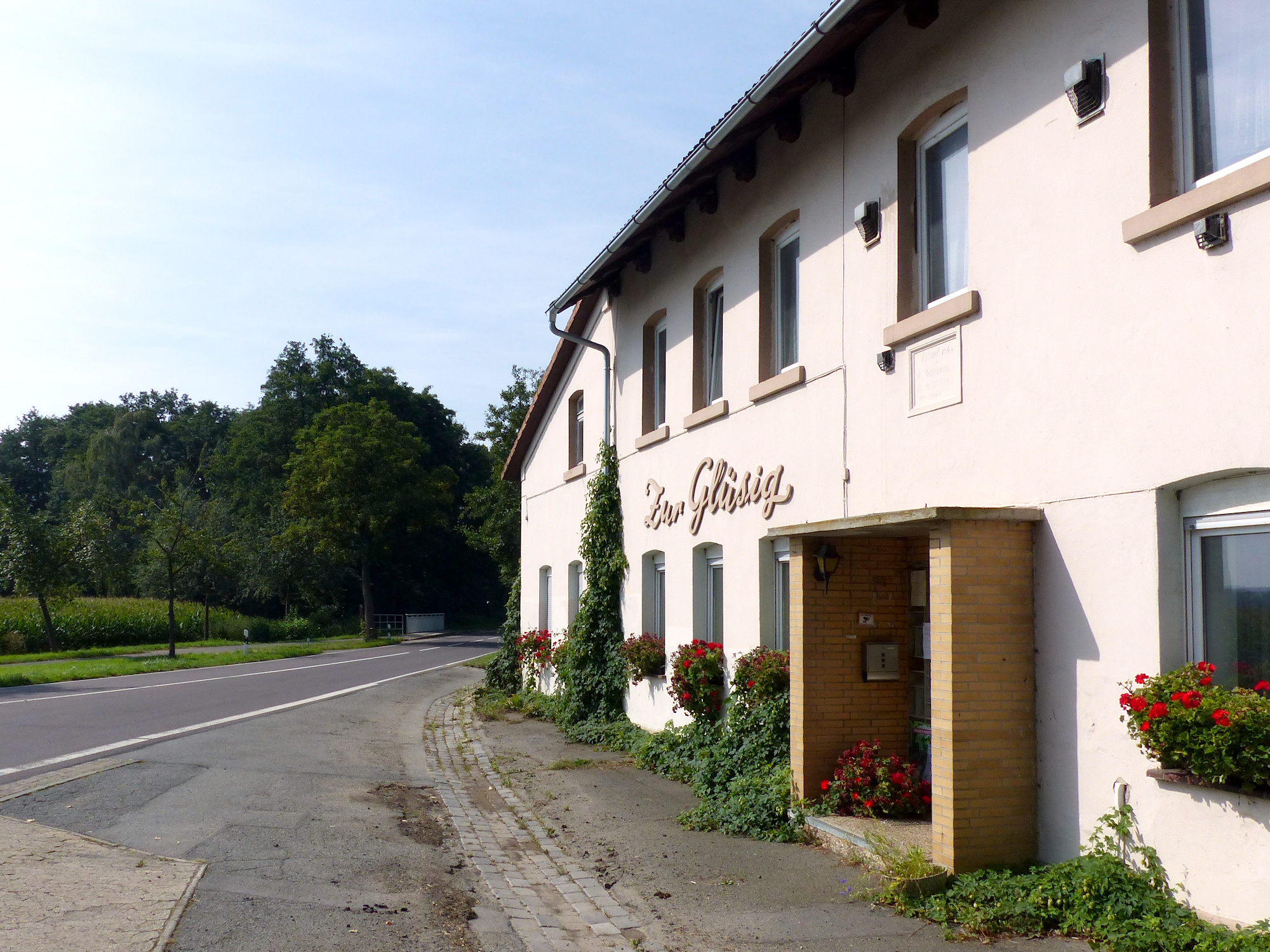
Ehemalige Gaststätte in Ochsendorf nahe der Mündung